# KF2
KF2 (tidigare Intercontinental A (ICA)) är en internationell tävlingsklass inom gokart eller karting för deltagare som är minst 15 år gamla, som körs med 125 cm3 motorer. Före namnbytet 2007 från Intercontinental A gällde 100 cm3 motorer.
Klassen ingår bland annat i SM i karting.